# 八頭町立八東小学校
八頭町立八東小学校（やずちょうりつ はっとうしょうがっこう）は、鳥取県八頭郡八頭町北山にある公立小学校。
2017年4月に八東小学校（旧）と安部小学校と丹比小学校を統合し、旧八東中学校校舎にて新しい八東小学校として発足した。

## 沿革
八東小学校（旧）
- 1873年（明治6年） - 才代学校創立。
- 1886年（明治19年） - 才代尋常小学校と改称。
- 1907年（明治40年） - 高等科を併設し才代尋常高等小学校と改称。
- 1909年（明治42年） - 八東尋常高等小学校と改称。
- 八東国民学校と改称。
- 1947年（昭和22年） - 八東村立八東小学校と改称。
- 1956年（昭和31年）3月15日 - 八頭郡八東村が安部村と合併、八頭村の発足に伴い、八頭村立八東小学校と改称。
- 1959年（昭和34年）5月15日 - 八頭郡八頭村が丹比村と合併、町制施行に伴い、八東町立八東小学校と改称。
- 1960年（昭和35年） - 柿原季節分校新築。
- 1967年（昭和42年） - 新校舎建築落成。
- 1970年（昭和45年） - 柿原季節分校廃止。
- 2005年（平成17年）3月31日 - 八頭郡八東町が同郡郡家町・船岡町と合併、八頭町が発足したのに伴い、八頭町立八東小学校と改称。
- 2017年（平成29年）3月31日 - 閉校。

八東小学校（新）
- 2017年（平成29年）4月 - 八東小学校（旧）・安部小学校・丹比小学校が統合し八頭町立八東小学校（新）が開校。

## 通学区域
- 八頭町のうち、旧八東町の地域全域
  - 下徳丸、上徳丸、重枝、島、下南、中南、上南、北山、富枝、志谷、中、稗谷、日田、用呂、南団地、細見、横田、茂田、才代一、才代二、東一、東二、皆原、岩淵、三浦、柿原、佐崎、奥野、茂谷、清徳、三山口、鍛冶屋、竹市、才代団地、小畑団地、上日下部、下日下部、安井宿、新興寺、小別府、桜ヶ丘

卒業生は八頭町立八頭中学校へ進学する。

## 周辺
- 八東川
  - 小畑川

## アクセス
- 若桜鉄道 丹比駅から約300m
- 日本交通 八頭若桜線 丹比駅前バス停より約350m

## 出身者
- 本田実（アマチュア天文家）[1]